# Balthasar Beckel
Hans Balthasar Beckel (* 1726; † 1809) war ein Schweizer Bildhauer.

## Leben und Wirken
Beckel wurde 1754 als Bildhauer in die Spinnwetternzunft in Basel aufgenommen. 1758 führte er beim Umbau des «Rollerhofes» am Münsterplatz die Bildhauerarbeiten aus. Sechs Jahre später lieferte für den Saal im gleichen Haus zwei vergoldete Trumeaurahmen und Marmorplatten. In den 1760er-Jahren wurde er auch mit den Bildhauerarbeiten im «Haus zum Raben» in der Aeschenvorstadt betraut.
Um 1770 schnitzte er an der Orgel von Johann Andreas Silbermann in der Theodorskirche (Gehäuse heute in der Peterskirche) die Wappen der Häupter (Bürgermeister und Oberstzunftmeister). Zur gleichen Zeit war er auch am Innenausbau des «Mentelinhofes» am Münsterplatz beteiligt. 1796 erhielt er vom städtischen Kelleramt den Auftrag, am grössten Fass im Gnadental einen (nicht erhaltenen) Schild mit Verzierungen und den Wappen des Bürgermeisters und der übrigen Kellerherren anzubringen.